# Addison-Wesley
Addison-Wesley — американское издательство, специализирующееся на компьютерной литературе, ранее также выпускавшее литературу по естественным наукам. Принадлежит к медиа-концерну Pearson.

## История
Издательство было основано Мельбурном Уэсли Каммингсом (англ. Melbourne Wesley Cummings) в 1942 году. Первой изданной книгой стал труд профессора Массачусетского технологического института Фрэнсиса Сирса «Механика». Первым компьютерным изданием стала книга «Electronic Digital Computer» Уилкса, Уилера и Гилла. В 1970 году издательство было куплено компанией W.A. Benjamin Company и объединено с Benjamin Cummings в 1977 году. В 1988 году Addison-Wesley было выкуплено корпорацией Pearson.

## Известные издания
- «Искусство программирования» — Дональд Кнут
- «Фейнмановские лекции по физике» — Ричард Фейнман
- «Конкретная математика» — Дональд Кнут, Роналд Грэхем и Орен Паташник
- «The C++ Programming Language» — Бьёрн Страуструп
- «Design Patterns» — Эрих Гамма, Р. Хелм, Р. Джонсон, Дж. Влиссидес
- «Мифический человеко-месяц» — Фредерик Брукс